# Moncada (Tarlac)
Moncada ist eine philippinische Stadtgemeinde in der Provinz Tarlac. Sie hat 57.787 Einwohner (Zensus 1. August 2015).

## Baranggays
Moncada ist politisch in 37 Baranggays unterteilt.
| - Ablang-Sapang - Aringin - Atencio - Banaoang East - Banaoang West - Baquero Norte - Baquero Sur - Burgos - Calamay - Calapan - Camangaan East - Camangaan West - Camposanto 1 - Norte | - Camposanto 1 - Sur - Camposanto 2 - Capaoayan - Lapsing - Mabini - Maluac - Poblacion 1 - Poblacion 2 - Poblacion 3 - Poblacion 4 - Rizal - San Juan | - San Julian - San Leon - San Pedro - San Roque - Santa Lucia East - Santa Lucia West - Santa Maria - Santa Monica - Tolega Norte - Tolega Sur - Tubectubang - Villa |